# 神奈川県道・山梨県道520号吉野上野原停車場線

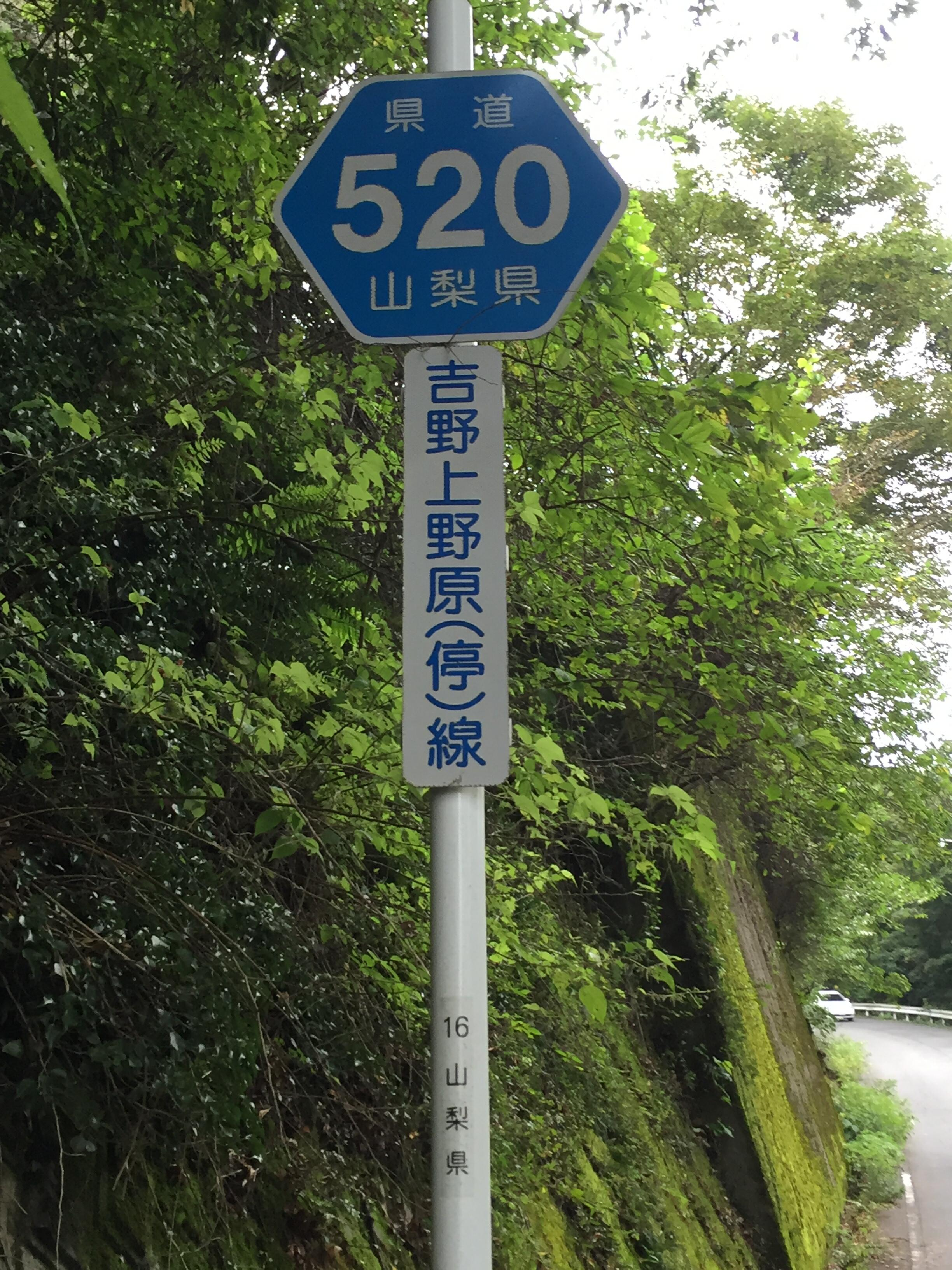
県道番号標示（山梨県上野原市上野原）

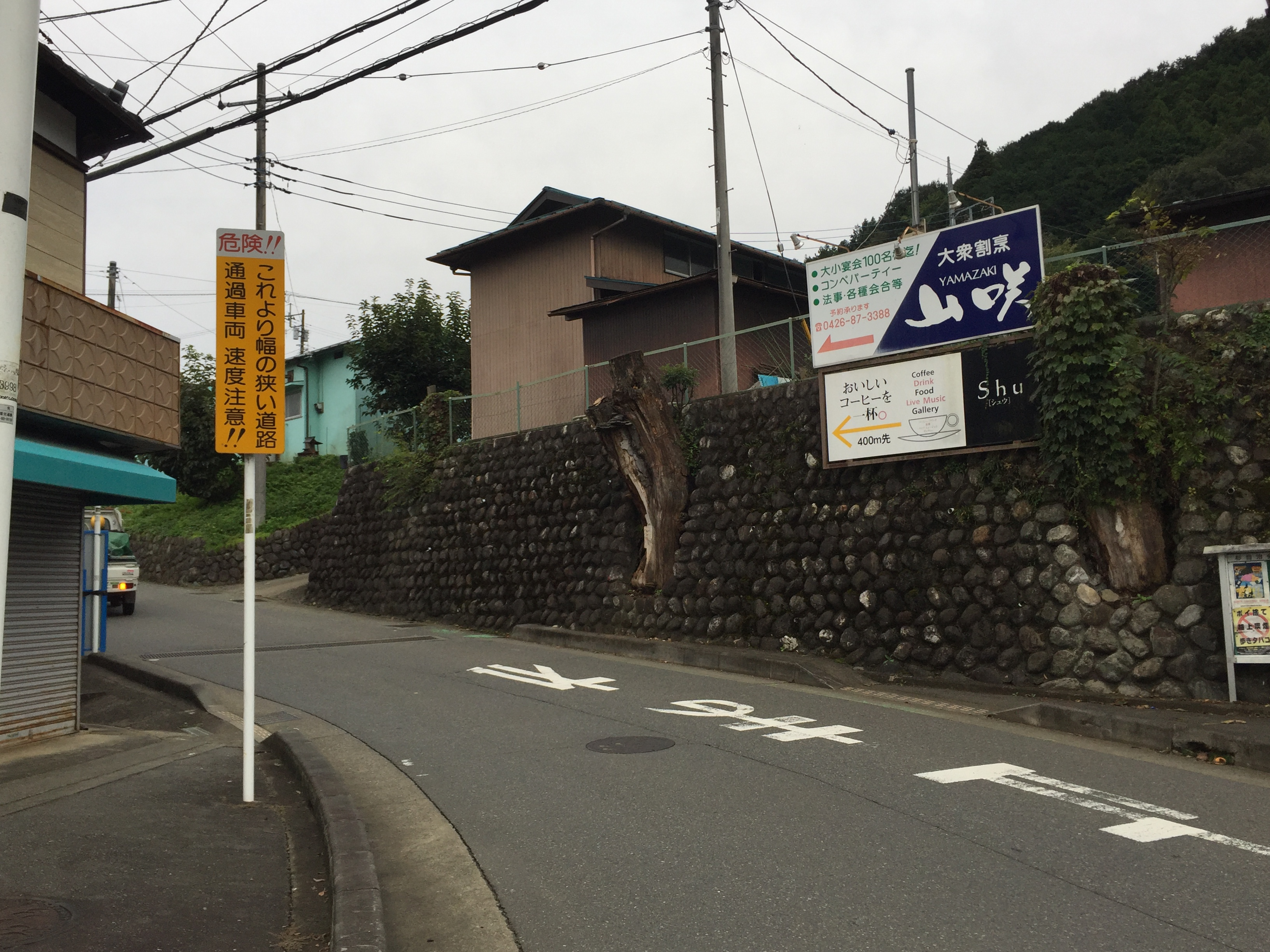
吉野（相模湖）方面への狭隘路入口（相模原市緑区日連）。国道20号からの抜け道となるため、交通量が多い。

神奈川県道・山梨県道520号吉野上野原停車場線（かながわけんどう・やまなしけんどう520ごう よしのうえのはらていしゃじょうせん）は、神奈川県相模原市緑区と山梨県上野原市の中央本線上野原駅を結ぶ一般県道。相模川の左岸を通過する国道20号とは違い、右岸を通過している。

## 概要

### 路線データ
- 起点：神奈川県相模原市緑区吉野（吉野交差点＝国道20号交点）
- 終点：山梨県上野原市上野原（中央本線上野原駅前[注釈 1]）

## 路線状況

### 重複区間
- 山梨県上野原市（新町交差点 - 新町二丁目交差点）：国道20号
- 山梨県上野原市（新町二丁目交差点 - 上野原駅前）：山梨県道35号四日市場上野原線

### 道路施設

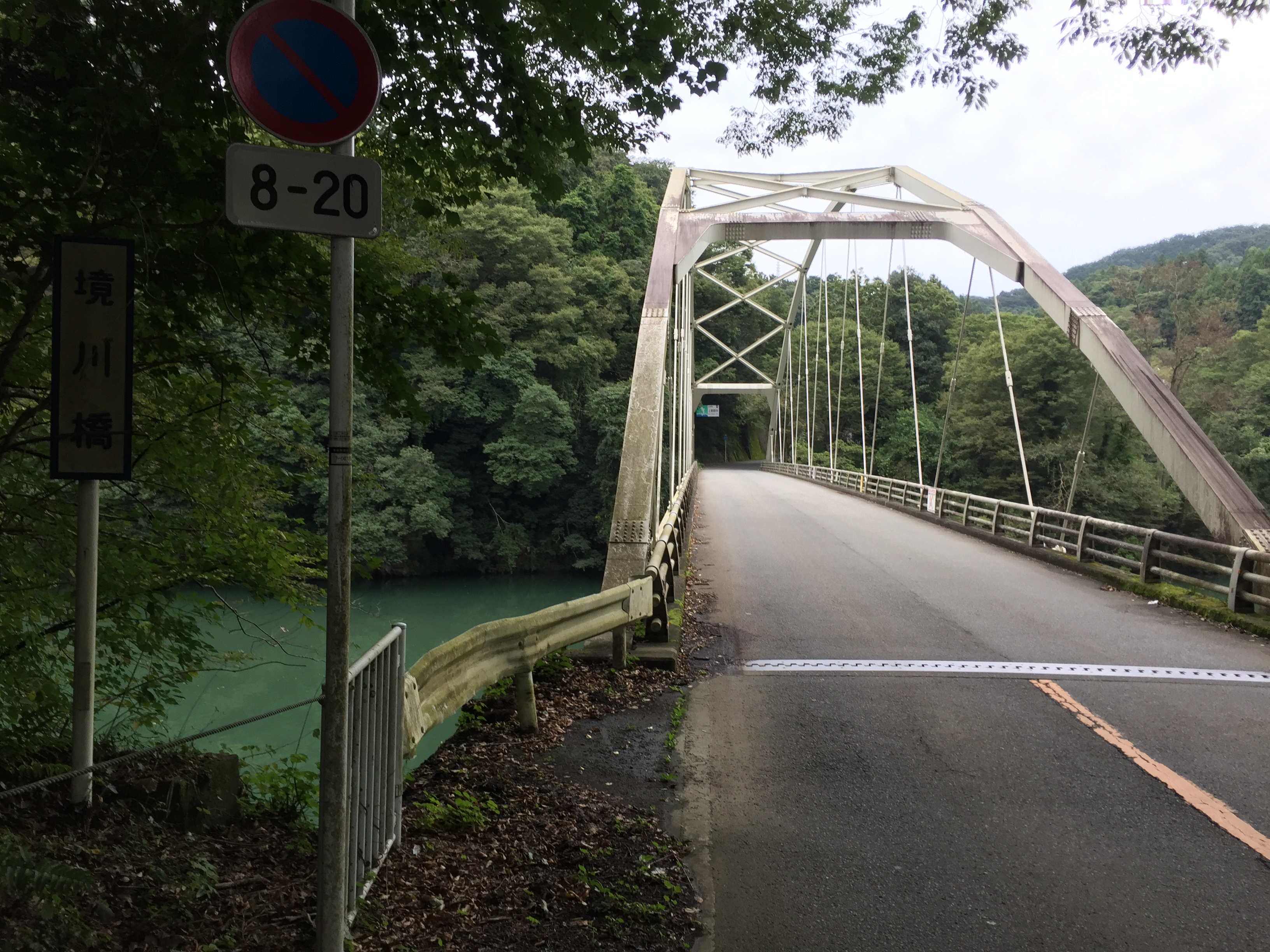
神奈川県（相模原市緑区名倉）・山梨県（上野原市上野原）境の境川橋

- 勝瀬橋 - 相模川
- 秋川橋 - 秋山川
- 境川橋 - 相模川（桂川）

## 地理

### 通過する自治体
- 神奈川県相模原市（緑区） - 山梨県上野原市

### 交差する道路
- 国道20号（相模原市緑区吉野・吉野交差点）
- 神奈川県道76号山北藤野線（相模原市緑区日連）※一部重複
- 国道20号（上野原市上野原・新町交差点）
- 国道20号（上野原市上野原・新町二丁目交差点）
- 山梨県道35号四日市場上野原線（同上）
- 中央自動車道（上野原インターチェンジ）
- 山梨県道35号四日市場上野原線（上野原市上野原・上野原駅前）

### 周辺
- 相模原市立日連保育園
- 日連郵便局
- 相模原市立藤野小学校
- 相模川（神奈川県・山梨県境）
- 上野原郵便局
- 上野原市消防本部
- 上野原駅